# Les Promesses (film, 2021, Kruithof)
Pour les articles homonymes, voir Les Promesses.
Pour plus de détails, voir Fiche technique et Distribution.
Les Promesses est un film français réalisé par Thomas Kruithof et sorti en 2021.
Il est présenté à la Mostra de Venise 2021 avant une sortie dans les salles françaises l'année suivante.

## Synopsis
Clémence Collombet (Isabelle Huppert) est dans la phase finale de sa carrière politique de maire de banlieue parisienne. Avec l'aide de son directeur de cabinet Yazid Jabbi (Reda Kateb) elle veut, avant la fin de son mandat, essayer de sauver une cité du délabrement, quand on lui propose un poste de ministre.

## Fiche technique
- Titre original : Les Promesses
- Réalisation : Thomas Kruithof
- Assistant réalisateur : Ludovic Giraud
- Scénario : Thomas Kruithof et Jean-Baptiste Delafon
- Musique : Grégoire Auger
- Décors : Olivier Radot
- Costumes : Carine Sarfati
- Photographie : Alex Lamarque
- Son : Nicolas Provost
- Perchman : Vivien Mergot
- Montage : Jean-Baptiste Beaudoin
- Casting : Michaël Laguens
- Production : Thibault Gast, Matthias Weber
- Directrice de production : Sophie Quiedeville
- Sociétés de production : 24 25 Films ; coproduit par Wild Bunch, France 2 Cinéma et Les Films du camélia
- Société de distribution : Wild Bunch
- Budget : 4,59 millions d'euros
- Pays :  France
- Format : couleur - 1,66:1 - son Dolby Digital
- Genre : drame politique
- Durée : 98 minutes
- Dates de sortie :
  - Italie : 1er septembre 2021 (Mostra de Venise 2021 - Orizzonti)
  - France : 26 janvier 2022

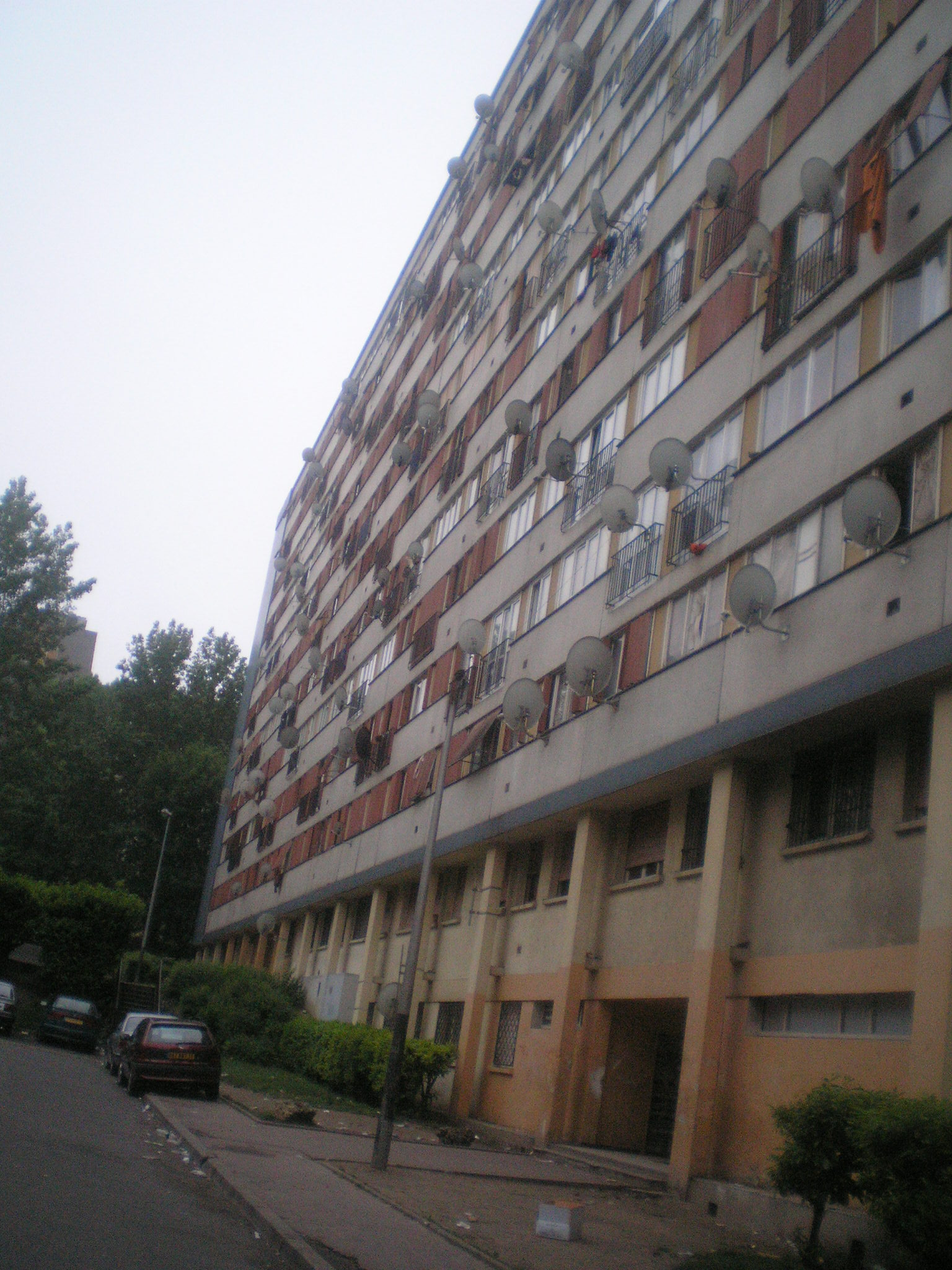
Le Chêne pointu à Clichy-sous-Bois où ont été tournées plusieurs scènes du film

- Classification France : Tous publics lors de sa sortie

## Distribution
- Isabelle Huppert : Clémence Collombet, la maire
- Reda Kateb : Yazid Jabbi, directeur de cabinet de Clémence
- Naidra Ayadi : Naidra
- Jean-Paul Bordes : Michel Kupka
- Soufiane Guerrab : Esposito
- Laurent Poitrenaux : Jérôme Narvaux
- Hervé Pierre : Pierre Messac
- Walid Afkir : Kamel, ami d'enfance de Yazid, dirigeant d'une petite entreprise de sécurité
- Anne Loiret : Catherine Messac, épouse de Pierre
- Stefan Crepon : Guillaume Mars
- Bruno Georis : Jean-Marc Forgeat, vétérinaire, marchant de sommeil
- Christian Benedetti : Bertrand
- Roukiata Ouedraogo : la voisine des Kupka
- Vincent Garanger : Chaumette
- Youssouf Wague : Wayne
- Mama Prassinos : Karine Kupka, épouse de Michel
- Gauthier Battoue : Vincent
- Mustapha Abourachid : Thierry
- Rosita Fernandez : Madame Cuaron

## Production
Thomas Kruithof a rencontré trois maires d'Ile-de-France avant le tournage : Catherine Arenou de Chanteloup-les-Vignes, Philippe Rio de Grigny et Olivier Klein de Clichy-sous-Bois. Le film a d'ailleurs été tourné pour partie à Clichy. Cependant, dans Les Échos, Alain Piffaretti reconnaît surtout Catherine Arenou dans le personnage joué par Isabelle Huppert.

## Réception

### Critique
Dans l'ensemble, les critiques de presse apprécient le film : un « réalisme bluffant » pour Jean-Christophe Buisson du Figaro, un « film palpitant » dépourvu de manichéisme pour Caroline Vié dans 20 minutes, une « analyse fine du monde politique » pour Jacky Bornet de France info. Tous s'accordent sur la performance des acteurs,,. Dans Libération, Laura Tuillier  déplore au contraire un scénario « lourdement fagoté » et une « mise en scène peu inspirée » avec comme résultat un film naïf.

### Box-office
Au bout de deux semaines d'exploitation en salle, le film qui s'était placé en 4e position du box-office français, descend à la 7e position avec 85 422 entrées (215 716 cumulées), derrière Adieu monsieur Hoffman (90 711) et devant Nightmare Alley (77 392). Lors de sa cinquième semaine d'exploitation en France, le film cumule 316 236 entrées au box-office.
| Pays ou région | Box-office      | Date d'arrêt du box-office | Nombre de semaines |
| -------------- | --------------- | -------------------------- | ------------------ |
| France         | 325 480 entrées | 29 mars 2022               | 9                  |
| Total mondial  | 2 512 796 $     | -                          | -                  |

## Distinctions
Sélection
- Mostra de Venise 2021 : sélection officielle